# Stantscho Stantschew (Radsportler)
Stantscho Stantschew (bulgarisch Станчо Станчев; * 31. Januar 1965 in Kazanlak) ist ein ehemaliger bulgarischer Radsportler und nationaler Meister im Radsport.

## Sportliche Laufbahn
Stanchew startete sowohl auf der Straße als auch bei Bahnrennen. Als Amateur gehörte er dem Armee-Sportverein Verein ZSKA Sofia an. Mit dem Bahnvierer seines Vereins gewann er 1987 die bulgarische Meisterschaft in der Mannschaftsverfolgung. Auch den Titel in der Einerverfolgung und im Punktefahren konnte er sich in jenem Jahr sichern. In den 1980er Jahren startete er mehrfach in der DDR zu den Rennen in der Werner-Seelenbinder-Halle in Berlin und konnte dort auch Rennen im Punktefahren gegen die DDR-Elite gewinnen. Viermal war er am Start der Internationalen Friedensfahrt, 1990 erreichte er mit Platz 25 sein bestes Ergebnis in der Rundfahrt. Bei der Griechenland-Rundfahrt und der Bulgarien-Rundfahrt 1988 sowie der Belgien-Rundfahrt 1991 gelangen ihm Etappensiege.
1992 wurde er Berufsfahrer in einem portugiesischen Team. In seinem ersten Jahr als Berufsfahrer konnte er die Wertung für den besten Sprinter in der Portugal-Rundfahrt gewinnen, ein Erfolg, den er ein Jahr später wiederholen konnte. Insgesamt gelangen ihm als Profi achtzehn Siege. Er blieb Profi in Portugal bis 1997 und beendete dort auch seine Laufbahn.